# Herb Rowland
Harvey „Herb” Rowland (ur. 18 maja 1911 w Montrealu, zm. 14 lipca 1995 w Pointe-Claire) – kanadyjski zapaśnik walczący w stylu wolnym. Olimpijczyk z Los Angeles 1932, gdzie zajął siódme miejsce w wadze piórkowej.

## Letnie Igrzyska Olimpijskie 1932
| Konkurencja      | Rundy eliminacyjne           | Rundy eliminacyjne  | Klas. końcowa |
| Konkurencja      | Przeciwnik I                 | Przeciwnik II       | Miejsce       |
| ---------------- | ---------------------------- | ------------------- | ------------- |
| 61 kg styl wolny | Hermanni Pihlajamäki (FIN) P | Edgar Nemir (USA) P | 7.            |